# BBC Etzella Ettelbruck
Le  BBC Etzella est un club de basket-ball Luxembourgeois originaire d'Ettelbruck. Avec, depuis sa création en 1934, ses 15 titres de champion et ses 24 victoires en coupe chez les hommes, et ses 7 titres de champion et 7 victoires en coupe chez les dames, ce club peut être considéré sans aucun doute comme la « Vieille Dame » du basket-ball luxembourgeois.

## Historique
Le club fut officiellement créé le 5 août 1934 sous le nom d'Association Sportive Catholique Ettelbruck (ASCE), donc 3 ans après la toute première section de basket-ball sur le sol luxembourgeois à Bettembourg. Face à la popularité croissante d'autres associations de jeunesse comme les scouts ou les clubs de football, l’association de jeunesse catholique cherchait à proposer une activité intéressant les jeunes et cette nouvelle discipline qu'était le basket-ball semblait convenir à cette fonction. L'Etzella Ettelbruck a joué le premier Match de leur histoire contre le club de basket-ball de Clervaux (défaite 4-21). Les premières rencontres furent jouées au Lärchen, un pré recouvert de cendres à l'extérieur d'Ettelbruck.
Après quelques matchs d'entraînement permettant de s'initier à la pratique et aux règles du jeu, l'ASCE prit par la suite part aux championnats et coupes nationales.
Pendant les années de guerre 1941–1945, l'ASCE, comme toutes les associations catholiques, fut dissoute par l'envahisseur nazi et ses biens confisqués.
En 1945, après la fin de la guerre, une nouvelle fédération de basket non confessionnelle fut constituée au Luxembourg. Comme il manquait de tout à Ettelbruck, les anciens basketteurs demandaient à être pris sous les ailes du club de football local, le FC Etzella. La demande fut accordée et le ASCE muta en Basket-Ball Club Etzella, le BBC Etzella. Dorénavant, la cour d'école asphaltée d'Ettelbruck servait de terrain de jeu. En 1951, les deux sections sportives décidèrent de poursuivre des chemins différents.
Le BBC put célébrer le premier grand succès en 1954 en gagnant la Coupe de la Souveraine. S'ensuivirent les années dorées : champion du Luxembourg en 1955, premier doublé en 1956.
En 1958, le BBC Etzella joua  contre l'équipe belge du Royal IV en coupe d'Europe, épreuve nouvellement constituée. Ben Meyers du Etzella devint le premier joueur de l'histoire de cette nouvelle compétition à marquer un panier.
En 1962, après avoir passé le premier tour en coupe d'Europe contre le SISU Copenhague, le Etzella fut sacré meilleure équipe sportive luxembourgeoise. Avec la construction du gymnase Am Däich en 1967, le club put finalement trouver un terrain de jeu couvert et à l'abri des intempéries.
Comme le club accumula par la suite de nombreux autres succès nationaux et qu'il fit partie depuis 1953, sans interruption de la division nationale la plus haute, on peut sans hésiter attester au BBC Etzella d'être un des clubs les plus réputés du Grand-Duché.
Dans les années 90, la section féminine, créée en 1971, put également se mettre en évidence par 6 titres de champion, 4 victoires en coupe de Luxembourg et deux victoires en coupe d'Europe.

## Palmarès

### Équipe masculine

#### Coupe d'Europe
- 12 participations
- 3 matchs remportés
  - 1962 SISU Kopenhagen (DK) - Etzella 55-72 et Etzella - SISU Kopenhagen 63-43
  - 1990 Etzella - Orca's Urk (NL) 103-97
- 1  qualification pour le second tour

#### Championnat du Luxembourg
- 15 titres : 1955, 1956, 1957, 1961, 1962, 1963, 1964, 1965, 1970, 1972, 1992, 1999, 2003, 2006, 2019

#### Coupe du Luxembourg
- 24 titres : 1955, 1956, 1957, 1961, 1962, 1963, 1964, 1965, 1966, 1969, 1972, 1976, 1982, 1991, 1992, 1999, 2002, 2003, 2005, 2006, 2007, 2008, 2011, 2019

### Équipe féminine

#### Coupe d'Europe
- 5 participations
- 2 rencontres remportées :
  - 1992 Etzella - Wels/Linz (A) 69-63 et Etzella - St. Servais (B) 69-64
- 1 qualification pour le second tour

#### Championnat du Luxembourg
- 7 titres : 1991, 1992, 1994, 1995, 1996, 1997, 2000

#### Coupe du Luxembourg
- 7 titres : 1991, 1992, 1993, 1999, 2002, 2015, 2016

## Entraineurs successifs

### Équipe masculine
- 2006-2007 :  Mathias Eckhoff
- 2007-2009 :  Carsten Pohl
- 2009-2010 :  John Griffin
- 2010-2011 :  Douglas Marty
- 2011-2012 :   Tom Johnson
- 2012-2013 :  Gilles Becker
- 2013-2014 :  Amadeo Dias
- 2014-2017 :  Jan Enjebo
- 2017-actuel :  Krešimir Bašić

### Équipe féminine
- 2006-2007 :  Dan Becker
- 2007-2008 :  Jacques Sitz
- 2009-2014 :  Rumen Galabov
- 2014-2016 :  Fabienne Fuger
- 2016-2017 :  Trenton Wurtz
- 2017-2019 :  Amadeo Dias
- 2019-actuel :  Dragana Zoric

## Effectif 2007 - 2008
- Cédric Schoeder 1,95 m
- Mike Provisani 1,92 m
- Gilles Bach 1,85 m
- Nelson Delgado 1,88 m
- Dominique Benseghir 1,83 m
- Jairo Delgado 1,88 m
- Tim Giver 1,83 m
- Gilles Eckes 1,93 m
- Yann Hermann 1,97 m
- Jeff Ittenbach 1,78 m
- Marcus Kennedy 1,93 m
- Pit Kerger 2,00 m
- Marc Lepage 1,93 m
- Jim Garganese 1,87 m
- Ben Jacoby 1,85 m
- Nick Wiesenbach 1,94 m
  -  Carsten Pohl : Entraineur
  -  Will Kerger : Entraineur-assistant

## Joueurs célèbres ou marquants
- John Murphy
- Derek Wilson
- Craig Robinson
- Derrick Obasohan
- Dwayne Smith
- Justie Sueing
- Nelson Delgado

## Joueurs étrangers

### Équipe masculine
Années 1900:
| Année     | Joueur                               |           | Année            | Joueur         |                    | Année        | Joueur                      |  | Année     | Joueur       |
| --------- | ------------------------------------ | --------- | ---------------- | -------------- | ------------------ | ------------ | --------------------------- |  | --------- | ------------ |
| 1955      | Willy Mills (1 match joué seulement) |           | 1979-1980        | Murphy John    |                    | 1991-1992    | William Calvin              |  | 1995-1996 | Noel Gillard |
| 1962-1963 | Binville Wright                      | 1980-1981 | Murphy John      | Craig Robinson | C. Sedmark         | 1991-1992    |                             |  | 1995-1996 |              |
| 1964-1965 | Claxton Donald                       | 1981-1982 | Murphy John      | 1992-1993      | Green Andre        | Leonard King |                             |  | 1995-1996 |              |
| 1964-1965 | Dickson Alfred                       | 1982-1983 | Murphy John      | 1992-1993      | Turner Joe         | 1996-1997    | Lawrence Gullette           |  |           |              |
| 1970-1971 | Czernichowski Kris                   | 1982-1983 | Severyn André    | 1992-1993      | Mc Crary Vladimir  | 1996-1997    | Jon C. Walker               |  |           |              |
| 1971-1972 | Czernichowski Kris                   | 1984-1985 | Maguire Joe      | 1992-1993      | King Leonard       | 1996-1997    | Richard Lucas               |  |           |              |
| 1971-1972 | Allen Aubrey                         | 1985-1986 | Lavelle Tom      | 1993-1994      | Reed Ray           | 1996-1997    | Joe Wilbert                 |  |           |              |
| 1972-1973 | Czernichowski Kris                   | 1986-1987 | Arnett Bob       | 1993-1994      | Tripplett Jonathan | 1997-199     | Joe Wilbert                 |  |           |              |
| 1975-1976 | Kén                                  | 1987-1988 | Fletcher Francis | 1993-1994      | King Leonard       | 1997-199     | Janthony Joseph             |  |           |              |
| 1976-1977 | Josefowicz Michel                    | 1988-1989 | Egland tony      | 1994-1995      | Aaron Mitchell     | 1997-199     | Justice Sueing              |  |           |              |
| 1977-1978 | Josefowicz Michel                    | 1989-1990 | Henry Wilson     | 1994-1995      | Donald Petties     | 1998-1999    | Derek Wilson                |  |           |              |
| 1978-1979 | Farmer John                          | 1990-1991 | Brookin Rodney   |                |                    | 1998-1999    | Travis Lyons (injury Wilson |  |           |              |
| 1978-1979 | Josefowicz Michel                    | 1990-1991 | Johnson Oliver   | 1999-2000      | Derek Wilson       |              |                             |  |           |              |

Années 2000:
| Année     | Joueur                       |  |                              | Année           | Joueur       |                                | Année          | Joueur       |  |
| --------- | ---------------------------- |  | ---------------------------- | --------------- | ------------ | ------------------------------ | -------------- | ------------ |  |
| 2000-2001 | Derek Wilson                 |  |                              | 2010-2011       | Dustin Scott |                                | 2015-2016      | Billy McNutt |  |
| 2000-2001 | Andre Howard (injury Wilson) |  | Karim Shabazz (injury Scott) | 2010-2011       |              | Alex Francis                   | 2015-2016      |              |  |
| 2001-2002 | Derek Wilson                 |  | 2011-2012                    | Cory Raji       |              | 2016-2017                      | Billy McNutt   |              |  |
| 2001-2002 | Kenny Clyde (injury Wilson)  |  | 2011-2012                    | Hugo Ronnesko   |              | 2016-2017                      | Derrick Barden |              |  |
| 2002-2003 | Dwayne Smith                 |  | 2012-2013                    | Chad Tomko      |              | 2017-2018                      | Billy McNutt   |              |  |
| 2003-2004 | Dwayne Smith                 |  | 2012-2013                    | Anthony Simpso  |              | 2017-2018                      | Derrick Barden |              |  |
| 2004-2005 | Derrick Obasohan             |  | 2012-2013                    |                 | William Arre |                                | 2018-2019      | Billy McNutt |  |
| 2005-2006 | Justice Sueing               |  |                              | 2013-2014       | Devin Taylor |                                | 2018-2019      | Tim Coleman  |  |
| 2006-2007 | Justice Sueing               |  | Nathan Walkup                | 2013-2014       |              | Cristen Wilson (injury McNutt) | 2018-2019      |              |  |
| 2007-2008 | Marcus Kennedy               |  | 2014-2015                    | Billy McNutt    |              | 2019-2020                      | Griffin Kinney |              |  |
| 2008-2009 | Marcus Kennedy               |  | 2014-2015                    | Anthony Simpson |              | 2019-2020                      | Ronnie Harrell |              |  |
| 2009-2010 | Dustin Scott                 |  |                              |                 |              |                                |                |              |  |

### Équipe féminine
- 1988-1989 : Anderson Laura
- 1989-1990 : Frédia Gibbs + Dillard Wanda
- 1990-1991 : Boyle Joanne
- 1991-1992 : Bolye Joanne
- 1992-1993 : Picott Vicky
- 1993-1994 : Behn Sarah
- 1994-1995 : Yakovenko Olga
- 1995-1996 : Olga Makovkina
- 1996-1997 : Olga Garanina
- 1997-1998 : Kirsten Mc Cory
- 1998-1999 : Clare Barnard
- 1999-2000 : Clare Barnard
- 2000-2001 : Ina Radzionava
- 2001-2002 : Ranela Skegro, Rochelle Parent
- 2002-2003 : Rochelle Parent
- 2003-2004 : Crystal Howe, Chelsea Mackey, Allison Trapp
- 2004-2005 : Catie Knable
- 2005-2006 : Lanedra Brown
- 2006-2007 : Joskeen Garner, Ashley Bush
- 2007-2008 : Ranela Skegro, Sherrie Tucker (injury Skegro)
- 2008-2009 : Katie Donovan
- 2009-2010 : Katie Donovan
- 2010-2011 : Katie Donovan